# عبد الله المديفر
عبد الله المديفر (مواليد 1982) هو مقدم برامج وإعلامي سعودي وكاتب سابق يعمل في الإنتاج والاستشارات الإعلامية والحوارات التلفزيونية .
يقدم حالياً البرنامج الأسبوعي في الصورة على قناة روتانا خليجية، بالإضافة إلى برنامج الليوان في شهر رمضان المبارك على نفس القناة. وعمل سابقا مقدم برامج على قناة إم بي سي، وكاتباً في جريدة اليوم السعودية.

## حياته
درس المديفر وعاش طفولته بالكامل في مدينة بريدة، وأكمل تعليمه في كلية الشريعة والقانون، وعمل في الإعلام منذ فترة طويلة، كما أنه بدأ مسيرته المهنية عبر الدراما والتمثيل والإخراج. بدأ أول ظهور إعلامي له في فيلم درامي اليتيم عماد الذي قدمته تسجيلات أحد آنذاك الذي قد عمل فيها بقسم إدارة الإنتاج ثم التسويق قبل أن ينتقل منها عام 2004.

## أعماله
برز عبد الله المديفر في الحوارات المباشرة مع الشخصيات ذات التأثير في الرأي العام السعودي والخليجي في برامج متعددة منها:
- نبض الكلام على شاشة إم بي سي في رمضان 2011
- في الصميم في رمضان على قناتي الرسالة وروتانا خليجية
- لقاء الجمعة كل جمعة على قناتي الرسالة وروتانا خليجية
- في الصورة على شاشة روتانا خليجية 2019/2018
- الليوان على شاشة روتانا خليجية في رمضان ( من عام 2019).

## أبرز ضيوفه
في مسيرة المديفر استضاف العديد من الوزراء والأمراء وكبار رجالات الدولة في برامجه المختلفة ومن أبرزهم:
| الضيف                                                                   | البرنامج  | مدة الحلقة | ملف الحوار                         |
| ----------------------------------------------------------------------- | --------- | ---------- | ---------------------------------- |
| الأمير محمد بن سلمان بن عبدالعزيز آل سعود، ولي العهد، رئيس مجلس الوزراء | الليوان   | 1:30:17    | مرور خمس سنوات على تأسيس رؤية 2030 |
| الأمير خالد الفيصل مستشار خادم الحرمين الشريفين وامير منطقة مكة المكرمة | في الصورة | 1:32:04    | مسيرة الضيف                        |
| الأمير تركي الفيصل                                                      | الليوان   | 1:35:35    | مسيرة الضيف                        |
| الأمير الوليد بن طلال                                                   | في الصورة | 1:45:04    | مسيرة الضيف                        |
| الأمير عبدالرحمن بن مساعد                                               | في الصورة | 1:34:53    | حوارات سياسية                      |
| وزير الموارد البشرية والتنمية الإجتماعية المهندس أحمد الراجحي           | في الصورة | 1:11:54    | العمل والبطالة في السعودية         |
| وزير التعليم السابق الدكتور حمد آل الشيخ                                | في الصورة | 1:50:09    | التعليم في السعودية                |
| وزير التعليم السابق الدكتور أحمد بن محمد العيسى                         | في الصورة | 1:31:35    | التعليم في السعودية                |
| وزير الصحة السابق الدكتور توفيق الربيعة                                 | في الصورة | 1:32:30    | الصحة في السعودية                  |
| وزير العدل الدكتور وليد الصمعاني                                        | في الصورة | 1:33:18    | القضاء في السعودية                 |
| وزير الإسكان الأستاذ ماجد الحقيل                                        | في الصورة | 1:31:45    | الإسكان في السعودية                |
| وزير التجارة الدكتور ماجد القصبي                                        | في الصورة | 1:30:04    | التجارة والاستثمار في السعودية     |
| وزير الصناعة والثروة المعدنية الأستاذ بندر الخريف                       | في الصورة | 1:23:56    | الصناعة في السعودية                |
| رئيس هيئة الرقابة ومكافحة الفساد الأستاذ مازن الكهموس                   | في الصورة | 1:41:41    | مكافحة الفساد في السعودية          |
| رئيس الهيئة العامة للإحصاء السابق الدكتور فهد التخيفي                   | في الصورة | 1:28:34    | الأرقام والإحصاء في السعودية       |

## انتقادات
وجهت لعبد الله المديفر انتقادات من الوسط السعودي وخصوصاً من الباحث حسن فرحان المالكي حيث وصفه بغير الموضوعية وقلة المهنية والمذهبية وانتزاع الآراء المؤيدة للفكرة السلفية عن الصحابة انتزاعاً من ضيوفه خصوصاً في لقائه مع د. عدنان إبراهيم ومع مفتي عمان أحمد بن حمد بن سليمان الخليلي ولكن المالكي عزا بعضاً من ذلك إلى الضغوطات المفروضة على الإعلامين من السلطات السعودية وخصوصاً وزارة الإعلام وإلى السلطة الدينية السلفية في المملكة العربية السعودية. كما انتقد المديفر بملامسة الخطوط الحمراء والجرأة في طرح القضايا الحساسة في السعودية.

## إيقاف برنامج في الصميم
تم إيقاف البرنامج عام 2013 لفترة محدودة ثم عاد المديفر للظهور مرة أخرى وفي عام 2015 تم إيقاف البرنامج للمرة الثانية.